# Norma Jean (cantante)
Norma Jean Beasler, meglio nota solo come Norma Jean (Wellston, 30 gennaio 1938), è una cantante statunitense.

## Discografia
- 1964 - Let's Go All the Way
- 1965 - Pretty Miss Norma Jean
- 1965 - The Country's Favorite
- 1966 - Please Don't Hurt Me
- 1966 - Norma Jean Sings a Tribute to Kitty Wells
- 1967 - Norma Jean Sings Porter Wagoner
- 1967 - Jackson Ain't a Very Big Town
- 1967 - Heaven's Just a Prayer Away
- 1967 - The Game of Triangles (con Liz Anderson e Bobby Bare)
- 1968 - Heaven Help the Working Girl
- 1968 - Body and Mind
- 1968 - Love's a Woman's Job
- 1969 - Country Giants
- 1969 - The Best of Norma Jean
- 1970 - Another Man Loved Me Last Night
- 1970 - It's Time for Norma Jean
- 1971 - Norma Jean
- 1971 - It Wasn't God Who Made Honky Tonk Angels
- 1971 - Norma Jean Sings Hank Cochran Songs
- 1972 - Thank You for Loving Me
- 1972 - I Guess That Comes from Being Poor
- 1973 - The Only Way to Hold Your Man
- 1996 - My Best to You
- 2000 - The Best of Norma Jean
- 2005 - The Loneliest Star in Texas
- 2011 - Heaven Help the Working Girl